# Thermphos International
Thermphos International war ein niederländisches Chemieunternehmen mit Sitz in Vlissingen. Thermphos stellte anorganische Phosphorverbindungen her und war der einzige Hersteller von elementarem Phosphor in der EU.
Das Unternehmen erzielte 2005 einen Jahresumsatz von etwa 550 Mio. Euro und beschäftigte weltweit etwa 1.200 Mitarbeiter. Seit November 2012 befindet es sich in Insolvenz. Die meisten Betriebsteile wurden bereits an ausländische Investoren veräußert. Das Stammwerk kämpft mit der Entsorgung der Altlasten. Die deutschen Werke wurden 2013 von Italmatch Chemicals gekauft.

## Standorte
In Deutschland agierte Thermphos als Thermphos Deutschland GmbH mit Sitz und einem Produktionsstandort im Industriepark Höchst in Frankfurt am Main sowie einem Produktionsstandort im Chemiepark Knapsack in Hürth, außerdem besaß sie die Omnisal GmbH in Wittenberg. In Frankreich besaß das Unternehmen unter dem Dach der Thermphos France S.A.R.L. zwei Produktionen, eine in Épierre und eine in Fos-sur-Mer. Auch in Großbritannien existierten drei Werke, hier unter Thermphos UK Ltd. in Widnes, in Oldbury und in Newport. Reine Verkaufszentralen existieren in Louvain-la-Neuve (Belgien), Castiglione delle Stiviere (Italien), Zug (Schweiz) und Barcelona (Spanien). In Asien unterhält Thermphos eine Produktionsanlage in Xuzhou in China sowie Verkaufszentralen in Shanghai, Tokio (Japan) und Singapur. Eine südamerikanische Produktionsanlage befindet sich in Buenos Aires, zudem gibt es eine Verkaufszentrale in São Paulo. In Nordamerika existieren Verkaufszentralen in Anniston und Matawan.
Weltweit gehören damit 16 Tochtergesellschaften zu Thermphos International B.V.:
- Thermphos International BV, Niederlande
- Thermphos Deutschland GmbH, Deutschland – verkauft an Italmatch[6]
- Thermphos France S.A.R.L., Frankreich
- Thermphos UK Ltd., Großbritannien
- Thermphos Food Additive Co. Ltd., China
- Sudamfos S.A., Argentinien
- Thermphos Trading GmbH, Schweiz
- Thermphos Dequest AG, Schweiz
- Thermphos Dequest UK Ltd., Großbritannien
- Thermphos België BVBA, Belgien
- Thermphos Investments Singapore Pte. Ltd, Singapur
- Thermphos Japan Ltd., Japan
- Thermphos USA Corp., USA
- Sudamfos Comercio de Produtos Quimicos do Brasil Ltda., Brasilien
- Industrial Park Vlissingen, Niederlande

## Produktspektrum
Das Spektrum der Produkte von Thermphos umfasst die gesamte Breite der Phosphor- und Phosphatchemie. Es reicht von der Herstellung von elementarem Phosphor über verschiedenste Grundchemikalien der Phosphorchemie wie Phosphorsäure und Polyphosphorsäure, Phosphorchloride, Phosphorpentoxid, Phosphorpentasulfid (am Standort im Chemiepark Knapsack), Aluminiumorthophosphat, Kalziumphosphat, Ammoniumphosphat, Kaliumphosphat, Natriumphosphat über Additive für Kunststoffe und Keramik bis hin zu verschiedensten Produkten der Lebensmittel- und Tierfutterindustrie.